# Coup de foudre pour Noël
Coup de foudre pour Noël (A Christmas Kiss) est un téléfilm de Noël américain réalisé par John Stimpson et diffusé en 2011 à la télévision.

## Synopsis
Wendy arrive à Boston afin de faire carrière dans le design. Elle devient l'assistante de Priscilla Hall, la designer la plus réputée de la ville.
Un soir, après avoir dû retourner au bureau pour sa tyrannique patronne, et maquillée pour une petite fête improvisée entre filles, Wendy reste coincée dans l'ascenseur en compagnie d'un charmant inconnu. Après quelques mots, ils échangent un baiser aussi romantique qu’imprévu. 
Dès l'ouverture des portes, Wendy s'enfuit.
Le lendemain, de retour au bureau, elle ouvre la porte et tombe nez à nez avec l'inconnu de l'ascenseur qui ne semble pas la reconnaître.
En réalité, ce jeune homme si mystérieux est le fiancé de sa patronne Priscilla.

## Fiche technique
- Titre original : A Christmas Kiss
- Réalisation : John Stimpson
- Scénario : Joany Kane
- Durée : 96 min
- Pays :  États-Unis

## Distribution
- Elisabeth Röhm : Priscilla Hall
- Laura Breckenridge : Wendy Walton
- Brendan Fehr : Adam Hughes
- Jerrika Hinton : Tressa
- Laura Spencer : Caroline
- Mark Joy : Charlie
- Mark DeAngelis : Coachman
- Michael Waters : Carriage Driver